# Hartlepool United FC
Hartlepool United Football Club is een Engelse voetbalclub, opgericht in 1881 als Hartlepool Amateur Football Club. In 1908 werd Hartlepool een professionele club en veranderde de naam in Hartlepool United Football Club.

## Geschiedenis
In het seizoen 1921/22 maakte Hartlepool zijn opwachting in de professionele competitie. Het eerste duel in de competitie werd met 2-0 van Wrexham gewonnen. In dat seizoen werd een speler verkocht voor 10 pond en een doos gerookte haringen – een clubrecord op dat moment.
Vanaf 31 augustus 1946, toen Hartlepool het eerste duel na de oorlog speelde, speelde de club in een blauw-met-wit gestreept shirt. In de periode van 1943 tot 1957 wist Hartlepool op te klimmen tot de Fourth Division (de huidige League Two).
Op 5 januari 1957 speelde Hartlepool zijn gedenkwaardigste wedstrijd. In de derde ronde van de FA Cup werd met 4-3 van Manchester United (destijds bijgenaamd Busby Babes) verloren. Matt Busby, toenmalig Manchester United-coach, noemde de wedstrijd in zijn biografie de opwindendste wedstrijd die hij ooit gezien had. Op 4 april 1959 behaalde de club haar grootste overwinning in de competitie. Barrow werd met 10-1 verslagen.
In het seizoen 1967/68 promoveerde Hartlepool als Hartlepool AFC naar de Third Division (de huidige League One). Het seizoen erna degradeerde het echter weer. Vanaf het seizoen 1977/78 speelde Hartlepool weer onder de naam Hartlepool United.
In 1997 kocht de Schotse oliemaatschappij Increased Oil Recovery Ltd. (IOR) de club. In dat seizoen wist IOR de Noorse international Jan Ove Pedersen voor drie maanden naar de club te halen. Hij wordt gezien als een van de beste spelers die ooit voor Hartlepool is uitgekomen. In 1999 wist Hartlepool de Engelse legende Peter Beardsley aan te trekken.
In het seizoen 2002/03 promoveerde Hartlepool naar de Second Division. De Second Division werd na het eerste seizoen dat Hartlepool daarin speelde, en via de play-offs promotie miste, omgedoopt in League One. In 2002 werd Stuart Drummond, die campagne voerde als mascotte H'Angus the Monkey van de voetbalclub, verkozen tot burgemeester van Hartlepool.
Ook in het seizoen 2004/05 wist de club weer de play-offs te behalen. Na een overwinning na strafschoppen op Tranmere Rovers speelde de club op 29 mei 2005 de play-off-finale tegen Sheffield Wednesday. De promotie naar het op een na hoogste niveau van het Engelse profvoetbal werd op het nippertje gemist: Hartlepool verloor de wedstrijd na verlenging met 4-2. Het seizoen daarna verliep desastreus en Hartlepool degradeerde zelfs naar de League Two.
Voor het begin van het seizoen 2006/2007 werd spits Adam Boyd verkocht. Hij was clubtopscorer in het seizoen 2004/2005 maar was in het seizoen 2005/2006 niet tot veel doelpunten gekomen als gevolg van blessures. Tijdens zijn topseizoen stond hij in de belangstelling van onder andere Liverpool en Newcastle United. Boyd vertrok voor een som van 500 duizend pond naar Luton Town, dat uitkwam in het Championship. Ondanks het verlies van Boyd behaalde Hartlepool een tweede plaats in zijn reeks en promoveerde het weer naar de League One. Hier speelde de ploeg uit Hartlepool nog zes seizoenen, totdat het in het seizoen 2012/13 degradeerde naar de League Two. In het seizoen 2016/17 degradeerde Hartlepool zelfs naar de National League.
Hartlepool promoveerde in 2021 terug naar de Football League door Torquay United te verslaan in de finale van de play-offs van de National League. Twee jaar later degradeerde de ploeg echter weer uit de laagste profdivisie.

## Bekende (oud-)spelers
- Peter Beardsley
- Adam Boyd
- Rune Lange
- Tony Parry
- Jan Ove Pedersen
- Jackie Newton
- Nolberto Solano
- Neil Warnock
- Billy Paynter
- Matthew Bates
- Michael Woods